# Central Hindu School

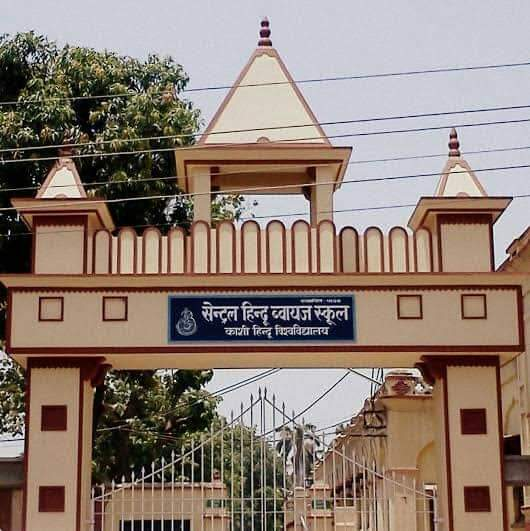
Central Hindu College

La Central Hindu School (anciennement Central Hindu College), située à Bénarès, est un des plus grands établissements scolaires indien.
Le Central Hindu College, alors un lycée de garçons, a été fondé en 1898 par Annie Besant avec l'aide du Maharaja de Bénarès Prabhu Narayan Singh (en) qui fournit les terrains et de la haute société indienne qui participa au financement. Jusqu'en 1904, seuls les dons des Indiens étaient acceptés. L'établissement compta parmi ses premiers généreux donateurs Motilal Nehru et parmi ses premiers élèves son fils Jawaharlal Nehru. Les frais d'inscription étaient très faibles. Les enseignants étaient indiens ou anglo-indiens (et souvent théosophes dans ce cas). Annie Besant elle-même y donna des conférences. Le lycée proposait des cours de mathématiques, sciences, logique, anglais, sanskrit, histoire et enfin étude comparée des religions. D'ailleurs, à partir de 1908, l'établissement fut aussi ouvert aux élèves qui n'étaient pas hindous.
Il a été intégré ensuite à l'université hindoue de Bénarès dont il a formé le noyau originel.
Il compte au XXIe siècle environ 3 700 élèves.